# Himérios (duc)
Himérios (en latin : Himerius), est un officier byzantin d'origine thrace du vie siècle, actif pendant le règne de l'empereur Justinien (527-565).

## Biographie
Il apparaît pour la première fois en 544, lorsqu'il exerce la fonction de duc de Byzacène, en Afrique. Au moment du déclenchement de la révolte du chef berbère Antalas et du rebelle byzantin Stotzas, Himérios se trouvait à Hadrumète. Il aurait reçu une lettre censée avoir été envoyée par Jean et, en réponse à celle-ci, aurait accompagné ses troupes à Ménéphèse pour unir ses forces à Jean.
En arrivant à l'endroit convenu, Himérios est attaqué par surprise par l'ennemi et fait prisonnier par les rebelles. Ses troupes ont déserté l'armée impériale et ont rejoint la révolte, alors qu'il a été persuadé d'abandonner Hadrumète en échange de sa vie. Selon le poète byzantin Corippe, la lettre envoyée à Himérios aurait été falsifiée par les rebelles et il n'était pas possible de tenir le général Jean pour responsable de l'incident. En tout cas, Himérios a pu s'échapper plus tard et s'est enfui à Carthage. Il peut-être identifié plus tard avec l'officier Himérios actif à Reggio.